# Hilari Scarl
Hilari Scarl es una cineasta estadounidense que dirigió y produjo el documental See What I'm Saying: The Deaf Entertainers Documentary (2009),  protagonizado por Bob Hiltermann, TL Forsberg, CJ Jones y Robert DeMayo . Ella también produjo No Ordinary Hero: The SuperDeafy Movie (2013).
Scarl fue uno de los 50 cineastas elegidos por Steven Spielberg de entre 12,000 directores para su programa de televisión 'On the Lot' en FOX y llegó a la final 19.
Scarl es miembro de la junta directiva de la Alianza de Mujeres Directoras .